# Енс (град)
Енс град је у Аустрији, смештен у северном делу државе. Значајан је град у покрајини Горња Аустрија, где припада округу Линц-Земља.
Енс је најстарији град у данашњој Аустрији, основан као насеље у време старог Рима.

## Природне одлике
Мархтренк се налази у северном делу Аустрије, 180 км западно од Беча. Главни град покрајине Горње Аустрије, Линц, налази се 20 km северозападно од града.
Град Енс се смесито у долини истоимене реке Енс, која је у овом делу граница између Горње и Доње Аустрије. Околина града је валовитог карактера. Надморска висина града је око 280 m.

## Становништво
| 1971. | 1981. | 1991.  | 2001.  | 2011.  |
| ----- | ----- | ------ | ------ | ------ |
| 9.678 | 9.728 | 10.190 | 10.611 | 11.275 |

Данас је Енс град са око 11.000 становника. Последњих деценија број становника града се повећава.

## Галерија
- Градски торањ
- Пешачка улица у градском језгру Енса
- Градска римокатоличка црква
- Дворац Енсег